# Thomas Hauser (Journalist)
Thomas Hauser (* 3. Juli 1954 in Emmendingen) ist ein deutscher Journalist. Seit 1. Oktober 2016 ist er Herausgeber der Badischen Zeitung mit Sitz in Freiburg im Breisgau, davor war er ihr Chefredakteur.

## Leben
Hauser wuchs nördlich von Freiburg in Emmendingen auf. Nach dem Studium der Erziehungswissenschaften, Soziologie, Psychologie und Politik an der Justus-Liebig-Universität Gießen und der Eberhard Karls Universität Tübingen absolvierte er bei der Badischen Zeitung zunächst ein Volontariat. Danach trat er in die Wirtschaftsredaktion des Blattes ein. Seit 1995 war er Leiter der Heimatredaktion, ab 1996 stellvertretender Chefredakteur, seit 1. Januar 2002 Chefredakteur. Mit Wirkung zum 1. Oktober 2016 wechselte Hauser in die Position des Herausgebers der Zeitung, die bis dahin Verleger und Miteigentümer Christian Hodeige innehatte. Neuer Chefredakteur wurde Hausers bisheriger Stellvertreter Thomas Fricker.

## Auszeichnungen
- 1986: Theodor-Wolff-Preis

## Veröffentlichungen (Auswahl)
- Ralf Dahrendorf. Denker, Politiker, Publizist. Kohlhammer, Stuttgart 2019, ISBN 978-3-17-034857-8.
- als Herausgeber mit Philippe Merz: Vom Bürger zum Konsumenten - Wie die Ökonomisierung unser Leben verändert.[3] Kohlhammer, Stuttgart 2021, ISBN 978-3-17-038300-5.